# Flora Gionest-Roussy
Retrato da cantora, compositora e drag queen Flora Gionest em 2023
Flora Gionest-Roussy (conhecida profissionalmente como Flora Gionest; Chandler, Quebec, 20 de novembro de 1995) é uma atriz, fotógrafa de autorretratos, cantora, compositora e drag queen franco-canadense.

## Biografia
Nascida em Chandler, Quebec, e criada na comunidade de Pabos Mills, Flora lutou contra o bullying anti-LGBTQ+ durante anos antes de abandonar o ensino médio aos 15 anos e deixar sua cidade natal aos 17.
Tornou-se sem-teto em Montreal por dois anos antes de lançar Silver Catalano (2015–2019) como um projeto musical drag, atraindo pela primeira vez a atenção da mídia em 2016 e 2017 por seu single synthwave Wave.
Sua carreira foi marcada pelo ativismo LGBTQ+, incluindo a participação no primeiro show drag já realizado em Gaspésie—Les Îles-de-la-Madeleine—Listuguj.
Gionest-Roussy é uma mulher trans não binária.